# Problémamegoldás
Pszichológiai megközelítésben problémának nevezünk minden olyan kérdést, feladatot, amelyre a választ, a megoldást nem tudjuk azonnal, pontosan megtalálni. E meghatározásból következik a probléma relatív és szubjektív jellege, hiszen a kérdés, feladat az egyik ember számára probléma lehet, míg a másik számára nem az. A problémahelyzet gondolkodási tevékenységet indít el.
Döntéselméleti megközelítésben a probléma a döntési folyamat kezdeti állapota: az a nemkívánatos (pl. egyéni, párválasztási, családi, orvosi, pszichiátriai, táplálkozási, kulináris, iskolai, munkahelyi, társadalmi, technológiai, szállítási, műszaki, építészeti, üzleti, nemzetgazdasági, honvédelmi, külkereskedelmi, energetikai, környezeti, informatikai, hírszerzési stb.) jelenség/helyzet/állapot, amit a döntéssel meg kell oldanunk/szüntetnünk. A problémák és a döntések átszövik egész életünket, általuk alakítjuk környezetünket. Ha a döntéshez elegendő mennyiségű és minőségű információ áll rendelkezésre, akkor a döntés helyes lesz, ellenkező esetben - kvázi szükségszerűen - nem (azonban a döntések helyességét természetesen sosem ez, hanem kizárólag a gyakorlat igazolja vagy tagadja). Mind informatikai, mind pszichológiai szempontból az információ elegendő mennyisége és minősége magának a problémának a felismerésével és a valósághoz minél inkább közelítő visszatükrözéssel (tkp. megértéssel) kezdődik, ez a minimuma.

## A problémamegoldási (döntési) folyamat
Pszichológiai megközelítésben a problémamegoldó személy gondolkodásmenete jellegzetes fázisokat és fáziskapcsolatokat mutat, függetlenül az eredményességtől. A fáziskapcsolatokban a megismerési (értelmi) és érzelmi fázisok egymással bonyolult összefüggésben szerepelnek. A problémamegoldás menetét logikai és pszichológiai szempontból vizsgálhatjuk. Az egyes gondolkodási lépések olyan láncolatát, amely a problémától törés nélkül elvezet a megoldásig, logikai gondolatmenetnek nevezzük. Ez mentes az egyéni vonásoktól, a különböző tévedésektől, tévutaktól. A pszichológiai megközelítés pedig magában foglalja ezeket is. A kétféle megközelítés magában rejti azt az azonosságot is, hogy a problémák egyéni megoldási eljárása mindig tartalmazza a logikai gondolatmenetet is, ha a megoldás sikeres.
Döntéselméleti megközelítésben egyéni, kollektív, vagy gépi döntés történik, melyet szükséges előkészíteni (a gépi döntés vagy a természetes személy döntésének modellezése/utánzása, vagy annak egy részlete, pl. egyetlen gépi utasítás). Az egyéni döntésre a pszichológiai megközelítés alkalmazható azzal a bővítéssel, hogy a megismerés az esetek 99 százalékában másoktól is függ (a helyes döntéshez mások együttműködésére van szükség). Ha több megoldási alternatíva közül választhatunk, az a kedvezőbb megoldás, amellyel egy csapásra több problémát oldunk meg (pl. a földgáz-kitermeléssel szemben az osztott/családi biogáz-kivonással egyszerre akár 9-10 problémát is).

## A problémamegoldási folyamat makrostruktúrája, a gondolkodási fázisok
Minden egyes gondolkodási lépésnek kettős funkciója van.
Az egyik funkciót a problémamegoldó gondolkodás folyamatában betöltött szerepe határozza meg. A gondolkodási lépéseket ebben a szerepükben gondolkodási fázisoknak nevezzük. A gondolatmenet fázisai jól felismerhetők iskolai feladatmegoldások során, és ez lehetővé teszi az emberek gondolkodásának tudatos, szervezett fejlesztését.

### Ténymegállapítás
A probléma adatainak vagy a megoldás menetében felismerhető bármely összefüggés megnevezését jelenti. Ide tartozik a probléma egészére vonatkozó megjegyzés is. A ténymegállapítás következő fajtáit különböztetjük meg:
- Spontán ténymegállapítás

A spontán ténymegállapítás a probléma adataiból, összefüggéseiből egyet nevez meg anélkül, hogy arra a problémamegoldó személy a gondolkodási folyamat következő lépésében építene.
- Tervszerű ténymegállapítás

Tervszerű ténymegállapításról akkor beszélünk, ha az adatot vagy összefüggést felhasználják a megoldási menetben.
- Téves ténymegállapítás

Téves ténymegállapításról akkor beszélünk, ha a problémamegoldó személy valamely adatot vagy összefüggést nem a tényeknek megfelelő módon állapít meg. A téves ténymegállapítás oka legtöbbször az, hogy az emberek gondolkodás nélkül belemagyarázzák a problémákba addigi tapasztalataikat. Ez a tapasztalat valós ugyan, de nem függ össze a problémával, ezért téves. Téves ténymegállapítást okozhat helytelen következtetés is.
- Irreális ténymegállapítás

Irreális ténymegállapításról akkor beszélünk, ha a megadott adat vagy összefüggés nem a problémára vonatkozik helyesen vagy helytelenül, hanem valótlan, fiktív.
- Szubjektív ténymegállapítás

Szubjektív ténymegállapításról akkor beszélünk, ha a problémamegoldó személy nem a problémáról, hanem a problémával való kapcsolatáról tesz megjegyzést.

### A probléma módosítása
A legtöbb probléma csak akkor oldható meg, ha adatainak és összefüggéseinek leolvasásán túl a megoldás érdekében változtatásokat is végrehajtunk rajta. A helyes változtatások nem torzítják el a problémát, hanem segítik megoldását. A módosítás lehet a valóságnak megfelelő (reális), vagy nem megfelelő (irreális). Lehet gyakorlati, azaz cselekvéssel végrehajtott, vagy csupán gondolati.

### Megoldási javaslat
A probléma megismerése, a ténymegállapítások és módosítások után ritkán fordul elő, hogy meg tudjuk adni helyes megoldását. Általában több megoldási javaslat születik, melyből az utolsó szolgál a probléma megoldásaként.

### Kritika
A problémamegoldás során felvetett ténymegállapításokkal, módosításokkal és megoldási javaslatokkal kapcsolatos állásfoglalás azok helyes vagy helytelen voltáról.

### Mellékes mozzanatok említése
A megoldási menetekben találkozhatunk olyan megjegyzésekkel, amelyek látszólag semmilyen összefüggésben sincsenek magával a problémával. Ezek a mellékes mozzanatokra vonatkozó megjegyzések elárulják, ha a gondolkodás pillanatnyilag zsákutcába jutott.

### Csodálkozás, tetszés
Ide tartoznak azok a megnyilvánulások, amelyek elárulják, hogy a problémaszituáció a problémamegoldó személy számára pozitív felszólító jelleggel rendelkezik.

### Bosszankodás
Ide tartoznak azok a megnyilvánulások, amelyek elárulják, hogy a problémaszituáció a problémamegoldó személy számára negatív felszólító jelleggel rendelkezik.

### Kételkedés
Erre a gondolkodási fázisra a „nem tudom” magatartás jellemző. Jelenthet kételkedést a probléma megoldhatóságában: „ezt a problémát nem lehet megoldani”. A másik esetben a probléma előtt álló a saját képességeiben kételkedik, és azt állítja, hogy „ezt nem tudom megoldani”.

### A munka feladása
A problémamegoldás menetében többször előfordulhat a megoldás abbahagyása.
A gondolkodási fázisok közül alapvető és leggyakoribb a ténymegállapítás, erre épül a módosítás, és a megoldási javaslat. A kritika valamennyi fázist kísérheti. Kevésbé gyakori a módosítás, mivel ez több erőfeszítést igényel, mint a ténymegállapítás.
A kidolgozott megoldási javaslatok többször előkerülnek, még ha korábban már el is vetették azokat.
A gondolkodási meneteket gyakran kísérik célszerűtlen ismétlések, át nem gondolt rögtönzések, ösztönszerű megnyilatkozások. Ezek nagy energiát vonnak el, még eredményes gondolkodás esetében is.

## A problémamegoldási folyamat mikrostruktúrája, a gondolkodási műveletek
Az egyes gondolkodási lépések mint gondolkodási műveletek segítik elő a gondolkodási fázisok kiformálását, és így a probléma megoldását. Azaz a gondolkodási műveletek a problémamegoldás folyamatában előkészítik a gondolkodási fázisok eredményes alkalmazását.
Önálló szereppel bírnak, a gondolkodási folyamat egészétől függetlenül.

### Analízis
Analízisnek nevezzük azt a gondolkodási műveletet, amely valamely egészet (tárgy, jelenség, szöveg, stb.) az elmélet vagy gyakorlat síkján kisebb részekre bont fel. Ezután az egyes részek külön egységet alkotnak. Nem tarthatjuk analízisnek tehát valamely tárgy tulajdonságának a megjelölését azért, mert a tulajdonság nem tekinthető a tárgy olyan részének, amely külön egységet jelent.

### Szintézis
Az analízis ellentétes művelete. A részeket gondolatban és/vagy cselekvésben összekapcsolja.
Az analízis és szintézis a legalapvetőbb gondolkodási műveletek, amelyeket a bonyolultabb gondolkodási műveletek magukba foglalnak.

### Elvonás, elvonatkoztatás (absztrahálás)
Valamely egész (tárgy, jelenség, szöveg, stb.) olyan adatát, tulajdonságát, sajátosságát emeli ki, amely nem tekinthető az egész részének, vagyis önálló egységnek. Ezáltal egy olyan fogalmat alkot, amely már nem az egyedi tárgyról/dologról szól csupán, hanem absztrakt, elvont kategória. Pl. a konkrét emberektől absztrakció útján jutunk az ember fogalmához. (Ez a folyamat nem azonos az "ember" szó kialakulásának folyamatával.) Az absztrahálás ellentétes művelete a konkretizálás.

### Összehasonlítás
Két vagy több tárgy, jelenség azonosságát vagy különbözőségét tárja fel.

### Elvont adatok összehasonlítása
Két vagy több tárgy, jelenség egy-egy adatát ragadjuk meg, és ezeket hasonlítjuk össze. Ez a művelet az összehasonlítás alesete, az elvonás, az összehasonlítás és a szintézis egysége.

### Összefüggések értelmezése
Két vagy több tárgy, jelenség közötti kapcsolat (reláció) megnevezését jelenti.

### Kiegészítés
Kiegészítésnek nevezzük azt a gondolkodási műveletet, amely valamely tárgy, jelenség, adat és valamely reláció ismeretében megtalálja a relációnak megfelelő másik tárgyat, jelenséget, adatot.

### Általánosítás (generalizálás)
Általánosításnak nevezzük azt a gondolkodási műveletet, amelynek segítségével megtalálunk valamely konkrét adathoz tartozó fölérendelt adatot. Az általánosítás a kiegészítés egyik alesete.

### Konkretizálás
Konkretizálásnak nevezzük azt a gondolkodási műveletet, amelynek segítségével megtalálunk valamely konkrét adathoz tartozó alárendelt adatot. A konkretizálás a kiegészítés egyik alesete,

### Rendezés
Rendezésnek nevezzük azt a gondolkodási műveletet, amely tárgyak, adatok, jelenségek stb. csoportjából valamely felismert vagy megadott elv, szempont alapján kiválasztja a megfelelőket. Így a kiválasztott csoporthoz jutunk, melyen belül szükségessé válhat további rendezés.
Több gondolkodási műveletet foglal magában: a csoportosítást, rendszerezést és osztályozást.

### Analógia
Az összefüggések felfogását, majd a kiegészítést egymás után alkalmazó gondolkodási művelet. Az analógia alkalmazása a többszörösen összetett gondolkodási műveletek csoportjába tartozik.

### Egyéb műveletek
Többszörös összefüggések felismerése, a lényeg kiemelése, a tárgy többoldalú vagy fejlődésbeli felfogása, átvitel stb.